# Grenouillère (vêtement)
Une grenouillère est un vêtement pour bébé, mais aussi pour enfant ou adulte, qui enveloppe entièrement le corps en une seule pièce : les pieds sont parfois enfermés et les mains sont libres ; la tête est découverte, mais une capuche peut être présente.

## Présentation
La grenouillère fait office de pyjama. Elle évite au bébé d'avoir froid aux pieds pendant qu'il dort. Néanmoins, les grenouillères peuvent aussi être portées de jour.
À noter que la grenouillère se différencie de la turbulette (aussi appelée gigoteuse) en cela, qu'une turbulette est constituée en dessous de la ceinture d'un petit sac de couchage, alors que la grenouillère est elle formée de deux jambes de pantalon distinctes, terminées par des chaussons.
Des grenouillères pour adulte, moins utilisées, existent également. Depuis les années 2010, une nouvelle mode, amplifiée par la pandémie du covid-19 et du travail à la maison, a mis au goût du jour la grenouillère pour adultes, de nombreux travailleurs préférant travailler dans le confort de leur pyjama. Selon  la pédopsychiatre Catherine Jousselme, la grenouillère pour adolescents est une forme de régression psychologique.